# سوسن باران
سوسن باران (نام علمی: Zephyranthes), سرده‌ای از گیاهان پیازدار معتدل و مدارگان از خانواده نرگسیان، زیرخانواده نرگس‌واران، بومی قاره آمریکا است و به‌طور گسترده به‌عنوان گیاه زینتی کشت می‌شود. پس از گسترش این سرده در سال ۲۰۱۹، که اکنون شامل سرده‌های هابرانتوس(Habranthus) و اسپرکلا (Sprekelia) می‌شود، حدود ۲۰۰ گونه شناخته شده، و همچنین دورگه‌ها و ارقام متعدد وجود دارد. نام‌های رایج برای گونه‌های این سرده شامل سوسن پری، گل‌بارانی، سوسن بادغرب، سوسن جادویی، سوسن آتاماسکو و سوسن باران است.
این نام از (Zephyrus)، خدای یونانی باد غرب، و (anthos)، به معنی گل، با اشاره به ساقه‌های باریک آن، گرفته شده است.

## شرح
گونه‌های این جنس از نظر ریخت‌شناسی متفاوت هستند. در کنار ریخت‌شناسی گل، ویژگی‌هایی مانند اندازه پیاز، رنگ پوشش پیاز و ریخت‌شناسی برگ به شناسایی گونه‌های مختلف کمک می‌کند.
شاخ و برگ در طبیعت اغلب زودگذر است، اما در شرایط کشت، پایدارتر می‌شود. رنگ برگ از سبز چمنی روشن سوسن‌باران سفید (Zephyranthes candida) تا شاخ و برگ نسبتاً پهن و به رنگ سبز مایل به قهوه‌ای مانند سوسن‌باران دراموندی (Z. drummondii) متغیر است. تعداد کمی از گونه‌ها وقتی در نور روشن رشد می‌کنند، ته رنگ‌های برنزی مشخصی در شاخ و برگ دارند. انواع برگ‌ها از برگ‌های سبز تیره و کوچک چمنی در گونه‌هایی مانند سوسن‌باران یونس (Z. jonesi) یا سوسن‌باران درازبرگ (Z. longifolia) تا برگ‌های پهن‌تر و به رنگ سبز مایل به قهوه‌ای در گونه‌هایی مانند سوسن‌باران دراموندی متغیر است. شاید بزرگ‌ترین برگ‌ها در سوسن‌باران لیندلیانا (Z. lindleyana) از مکزیک یافت شود که معمولاً به‌عنوان یک رقم به نام آبشار دم‌اسب 'Horsetail Falls' توزیع می‌شود. این گونه دارای برگ‌های پهن و زیبایی تقریباً شبیه (Hippeastrum) است.
رنگ گل‌ها در این گونه از سفید تا زرد (رنگ‌های مختلف این رنگ از لیمویی تا گوگردی) و صورتی متغیر است. سوسن‌باران دارای ساقه‌های گل ایستاده است که از گلی که ممکن است رو به بالا یا کمی متمایل به بالا باشد، پشتیبانی می‌کند. گل‌های قیفی شکل با شش گل‌برگ می‌توانند به شکل زعفران باشند، اما ممکن است مانند سوسن‌باران یونس به‌صورت تخت باز شوند یا حتی کمی حالت انعکاسی داشته باشند.
گل‌های برخی از گونه‌ها عطری شیرین و دلپذیر دارند. به نظر می‌رسد عطر در تلاقی‌ها مغلوب باشد، اما چند گونه یا دورگه، سوسن‌باران دورماندی (سفید)، سوسن‌باران موریسلینتنرگسیان ه (Z. morrisclintae) (صورتی) و سوسن‌باران یونس (زرد روشن) وجود دارند که همگی این صفت را دارند. حداقل دو مورد از این گونه‌ها گل‌های خود را در شب باز می‌کنند و برای حشرات شب‌زی جذاب هستند. گل‌ها معمولاً فقط یک یا دو روز دوام می‌آورند. اما گل‌های جدید ممکن است به‌صورت متوالی شکوفا شوند، به خصوص در هوای مرطوب یا بارانی.

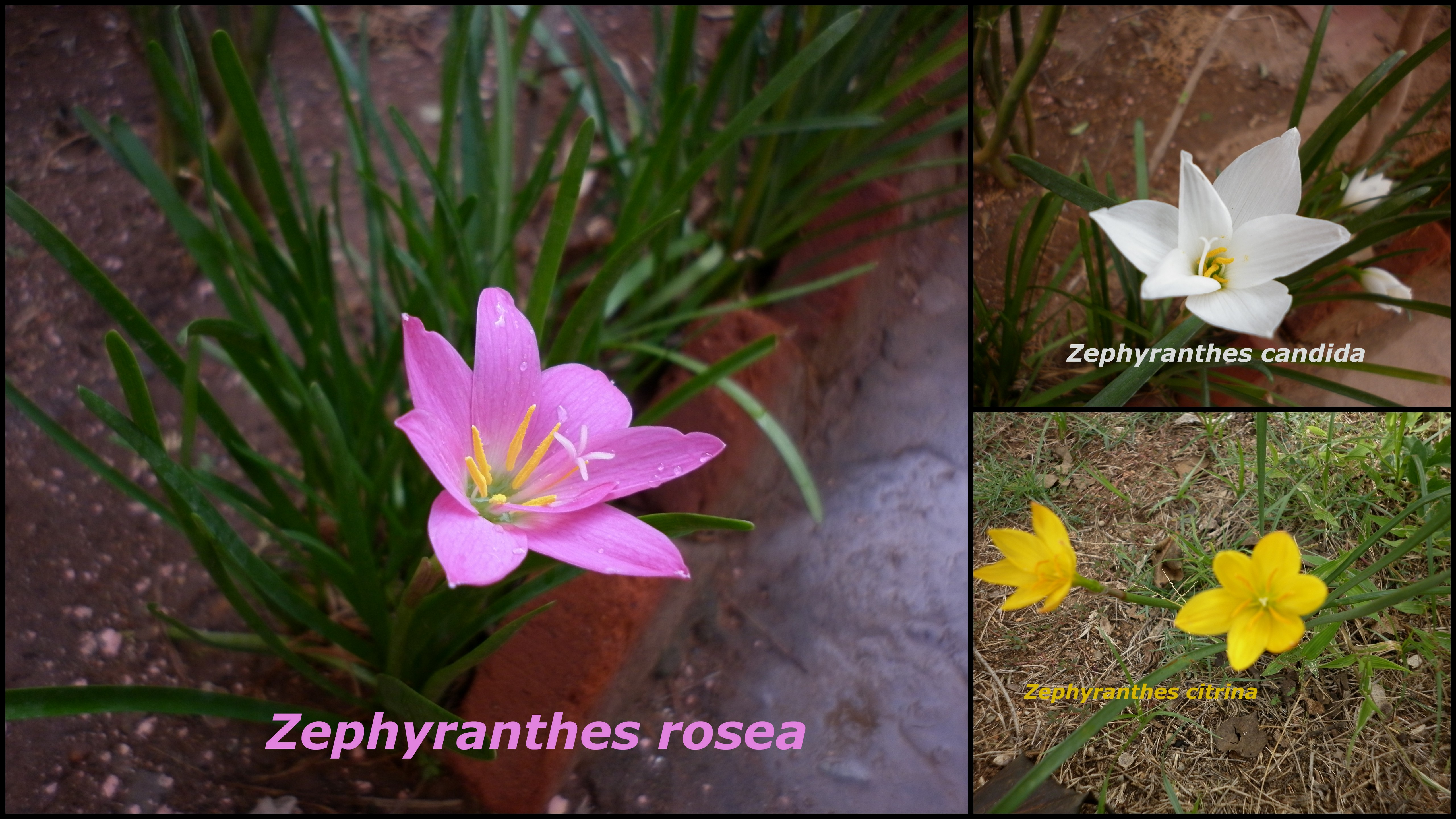
تنوع در سوسن‌باران

اعضای مختلف این جنس ممکن است فقط در بهار شکوفه دهند یا شکوفه دادن را تکرار کنند و تا پاییز ادامه دهند، اغلب چند روز پس از طوفان‌های بارانی (بنابراین یکی از نام‌های رایج آن، سوسن‌های بارانی است). دوره‌های شکوفه‌دهی همزمان، که پرورش‌دهندگان آن را «بلیتِز» نامیده‌اند، بخشی از ارزش زینتی آنها هستند، اما همچنین زمان‌هایی هستند که پرورش‌دهندگان از آنها برای تولید دورگه‌های جدید استفاده می‌کنند.
بیشتر گونه‌های زیر کشت بدون خشک‌سالی و رطوبت طبیعی که در طبیعت وجود دارد، شکوفه می‌دهند. گیاهان گلخانه‌ای بسیار آزادانه شکوفه می‌دهند اما دوره‌های شکوفه‌دهی را طی می‌کنند. یکی از طولانی‌ترین دوره‌های شکوفه‌دهی در بین همه گونه‌ها، سوسن‌باران پامچالی (Z. primulina) است که از آوریل تا اکتبر شکوفه می‌دهد. اگرچه این گونه نامیخته است، اما به‌دلیل ویژگی گل‌دهی مکرر سریع و فصل شکوفه‌دهی طولانی، والد انتخابی برای تلاقی‌ها است. برخی از گونه‌های دیگر مانند سوسن‌باران موریسلینت به‌نظر می‌رسد فقط در فصل بهار شکوفه می‌دهند. اکثر این گونه‌ها به راحتی از طریق پاجوش یا فلس‌گیری دوتایی به‌صورت رویشی تکثیر می‌شوند. تعداد کمی از آنها مانند سوسن‌باران کلینت (Z. clintae) به کندی رشد می‌کنند.
فنوتیپ‌های غیرمعمول را می‌توان به‌صورت رویشی حفظ کرد. تولیدمثل جنسی از طریق بذر انجام می‌شود. گونه‌های نامیخته آزادانه بذر می‌دهند و فنوتیپ مادری را به‌طور کامل تولید می‌کنند.

## آرایه‌بندی

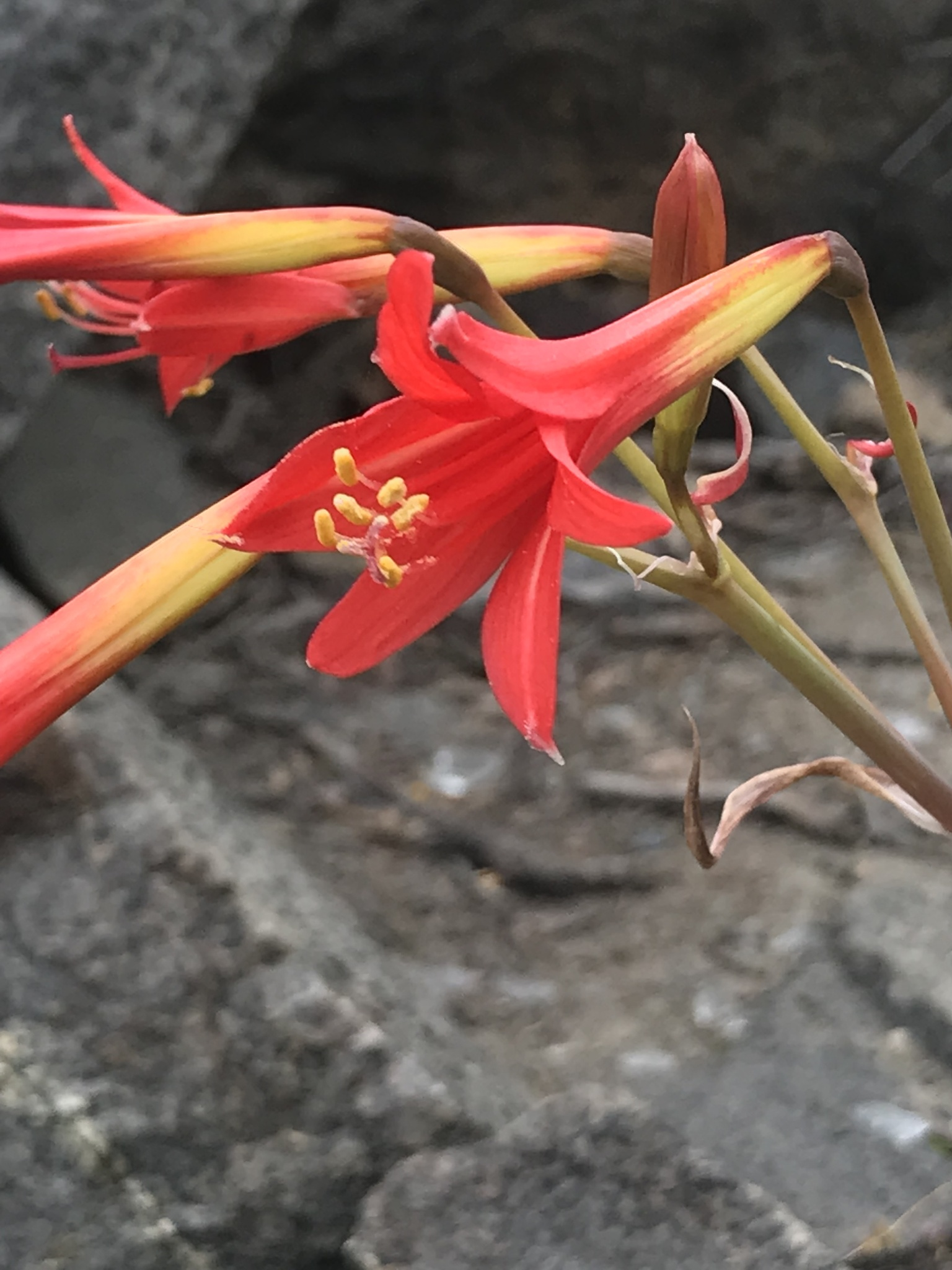
سوسن‌باران فیسلوئیدز (Zephyranthes phycelloides)

جنس سوسن‌باران اولین بار توسط ویلیام هربرت در سال ۱۸۲۱ توصیف شد. این نماد سوسن باران آتاماسکا (Zephyranthes atamasca) است، که یک گونه حفاظت‌شده تحت قانون بین‌المللی نامگذاری جلبک‌ها، قارچ‌ها و گیاهان است. سوسن‌باران در زیرخانواده نرگس‌واران قرار دارد که برخی از متخصصان ترجیح می‌دهند آن را به‌عنوان خانواده نرگسیان سنسو استریکو (Amaryllidaceae sensu stricto) در نظر بگیرند. تقسیم جنس‌های این زیرخانواده به قبیله‌ها متفاوت بوده است، اما از دهه ۱۹۸۰ به بعد، سوسن‌باران معمولاً در قبیله ستاره‌شوالیه (Hippeastreae) قرار گرفته است. مطالعات فیلوژنتیک مولکولی از سال ۲۰۰۰ به بعد نشان داد که اگرچه ستاره‌شوالیه تک‌تبار بود، بسیاری از جنس‌های قرار گرفته در قبیله اینگونه نبودند. به ویژه، هابرانتوس (Habranthus)، سوسن‌باران و اسپریکلیا (Sprekelia) مجموعه‌ای را تشکیل دادند که در آن گونه‌های سنتی با هم آمیخته بودند. بر این اساس، در سال ۲۰۱۹، یک محدوده وسیع برای سوسن‌باران پیشنهاد شد، که شامل جنس‌های قبلی هابرانتوس و اسپریکلیا و همچنین برخی جنس‌های کوچک‌تر می‌شد. این پیشنهاد توسط گیاهان دنیا برخط (Plants of the World Online) در میان سایر پایگاه‌های داده آرایه‌بندی پذیرفته شده است.
طبق این سیستم طبقه‌بندی، سوسن‌باران هرب. به همراه سرده ستاره‌شوالیه، یکی از دو جنس ستاره‌شوالیه، زیرقبیله ستاره‌شوالیه است و به‌عنوان ۵ زیرجنس (تعداد گونه) در نظر گرفته می‌شود:
- سوسن‌باران زیرگونه اتیا Zephyranthes subg. Eithea (Ravenna) Nic.García (2)
- سوسن‌باران زیرگونه سوسن‌باران Zephyranthes subg. Zephyranthes (~۱۵۰)
- سوسن‌باران زیرگونه هابرانتوس Zephyranthes subg. Habranthus (Herb.) Nic.García (3)
- سوسن‌باران زیرگونه نورهودوفیالا Zephyranthes subg. Neorhodophiala Nic.García & Meerow (1)
- سوسن‌باران زیرگونه میوستما Zephyranthes subg. Myostemma (Salisb.) Nic.García (17)

### گونه‌ها

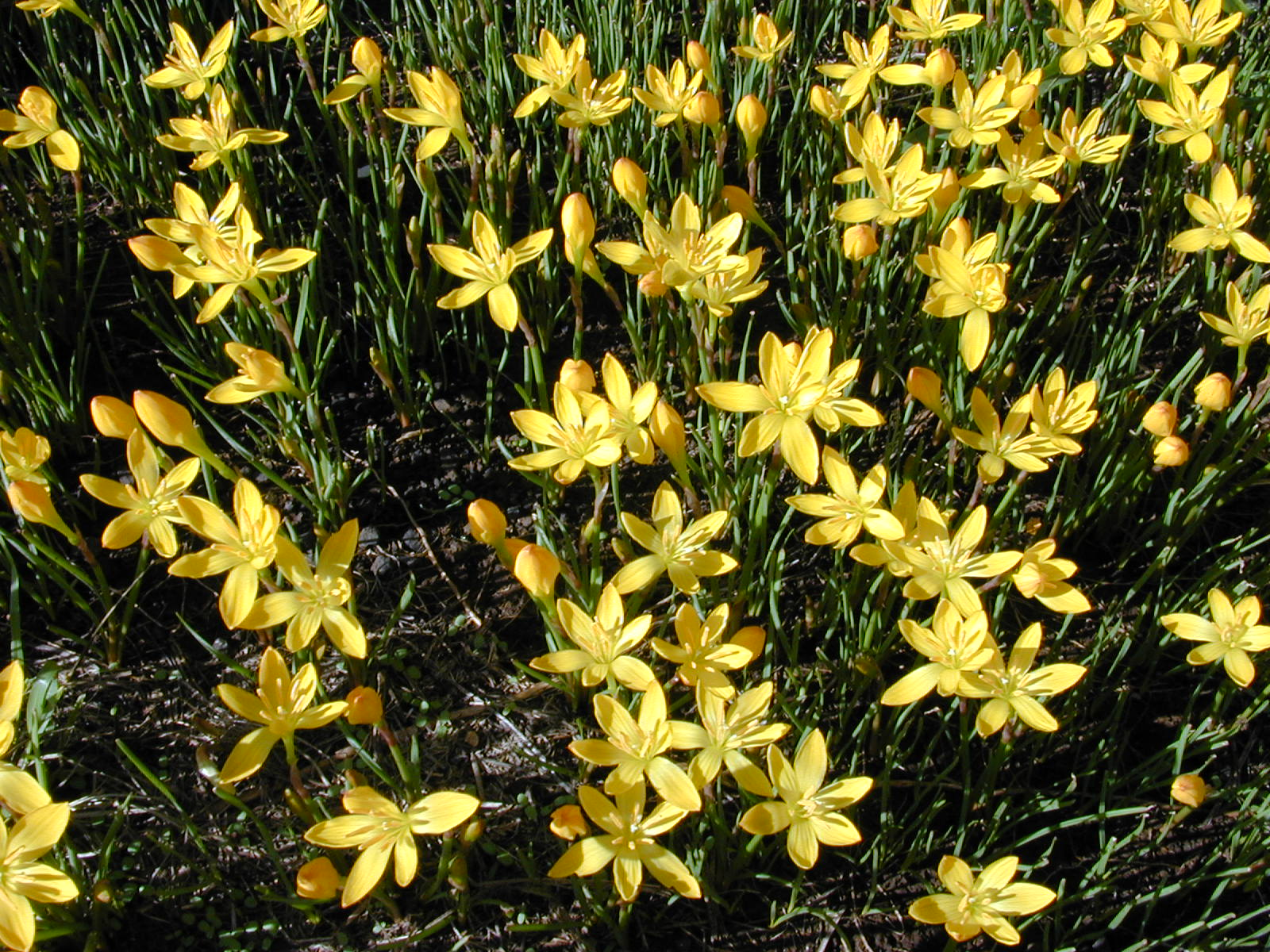
سوسن‌باران سیترین (Zephyranthes citrina)

حدود ۱۷۰ گونه وجود دارد که تقریباً همه آنها در زیرگونه سوسن‌باران قرار دارند.

## پراکندگی و زیستگاه
این گیاه بومی مناطق مدارگان و جنب‌مدارگان آمریکا است. به آفریقا، آسیا و استرالیا نیز معرفی شده است. این گیاهان پیازی چندساله (اندام ذخیره‌سازی) بسیاری از شرایط بوم‌شناسی (از خاک مرطوب دوره‌ای گرفته تا شرایط بیابانی) را تحمل می‌کنند.

## کشت
در حال حاضر این گیاهان معمولاً در مناطق مقاومتی ۷ تا ۱۰ وزارت کشاورزی ایالات‌متحده کشت می‌شوند. پرورش‌دهندگان سوسن باران ممکن است ارقامی با مقاومت بیشتر در برابر سرما ایجاد کنند.
معمولاً سوسن‌های باران در گلخانه‌هایی که از قبل گلدان‌گذاری شده‌اند فروخته می‌شوند. این مزیتی است زیرا چرخه رشد قطع نمی‌شود. به ندرت (و نه در حالت ایده‌آل)، پیازهای خشک شده به بازار عرضه می‌شوند. چنین پیازهای خشک شده‌ای معمولاً پس از یک تا دو فصل رشد، ریشه می‌گیرند و قدرت شکوفه‌دهی خود را دوباره به دست می‌آورند.

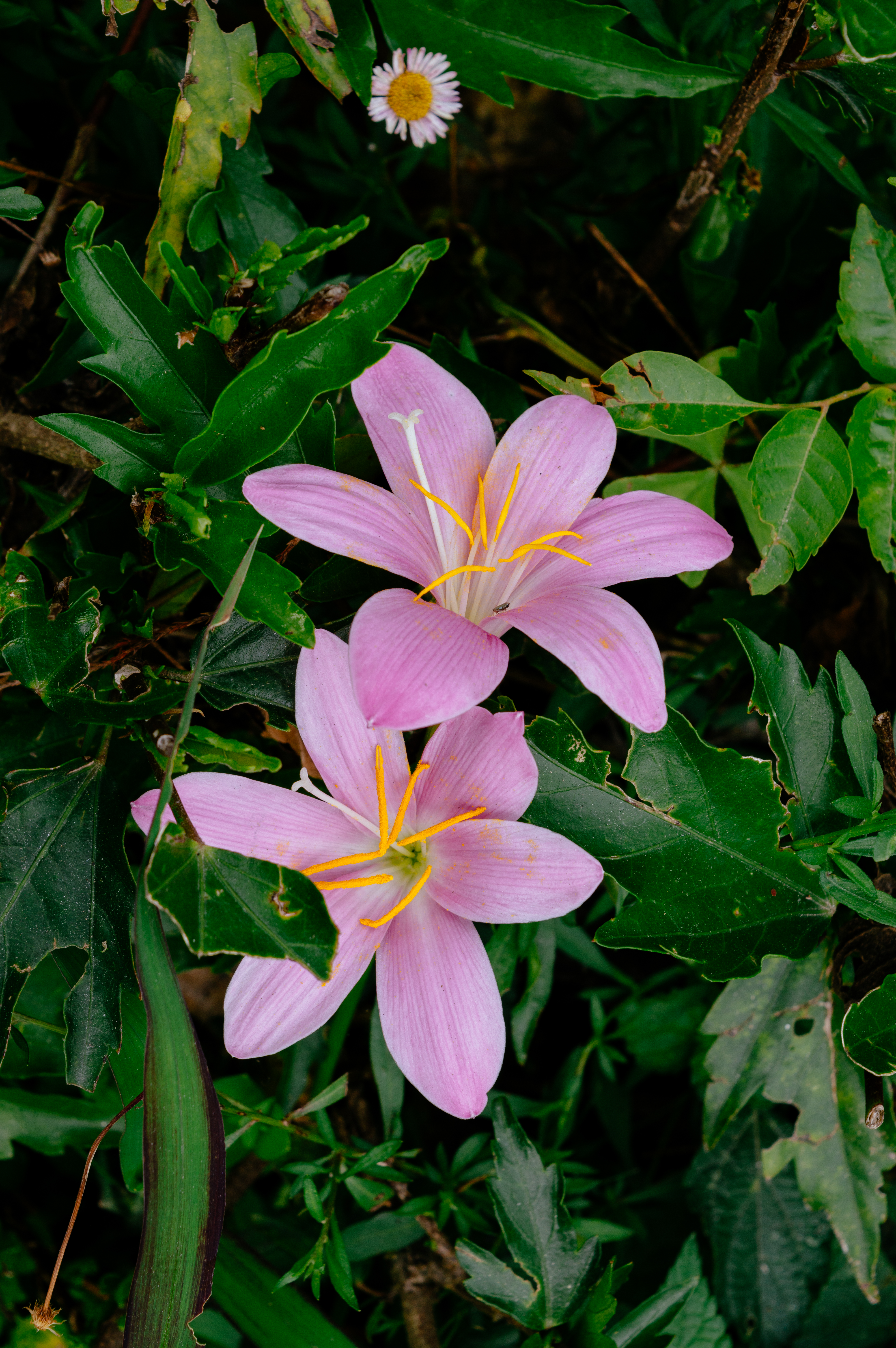
سوسن‌باران کاریناتا (Zephyranthes carinata) در کالیمپونگ، هند

اگرچه بسیاری از نام‌های رایج شامل «سوسن» می‌شوند، اما این گیاهان در واقع از خانواده نرگسیان هستند. الیزابت لارنس (Elizabeth Lawrence))، در کتاب کلاسیک خود «باغ جنوبی» (۱۹۴۲)، با اشتیاق در مورد سوسن باران صورتی، سوسن‌باران درشت‌گل (= Z. carinata) می‌نویسد:
این یکی از مقاوم‌ترین گونه‌ها است و گفته می‌شود که در فیلادلفیا با خیال راحت زمستان را سپری می‌کند. در کودکی، نیلوفرهای کوچک به رنگ رز را به‌عنوان نشانه و مهر تابستان می‌دانستم. مادربزرگم در جورجیا آنها را در باغ خود پرورش می‌داد و مادربزرگم در ویرجینیای غربی آنها را در گلدان‌های کوچک در ایوان جلویی پرورش می‌داد.
...

آن‌هایی که در باغ من [در رالی] هستند از جورجیا آمده‌اند. آن‌ها مدت زیادی با من بوده‌اند و آنقدر زیاد شده‌اند که شکوفه‌هایشان دریایی از صورتی ایجاد می‌کند. فصل گلدهی در ماه ژوئن است، اما در اواخر تابستان و حتی تا پایان سپتامبر نیز شکوفه‌های پراکنده‌ای وجود دارد. گل‌ها بزرگ هستند، به‌طول بیش از ۷۵ میلی‌متر، روی ساقه‌های ۲۵۰ میلی‌متری. آن‌ها ظهرها به صورت صاف باز می‌شوند و بعد از ظهرها بسته می‌شوند؛ این یکی از ویژگی‌های این جنس است. برگ‌های براق آن‌ها به رنگ سبز چمنی است.

### پرورش

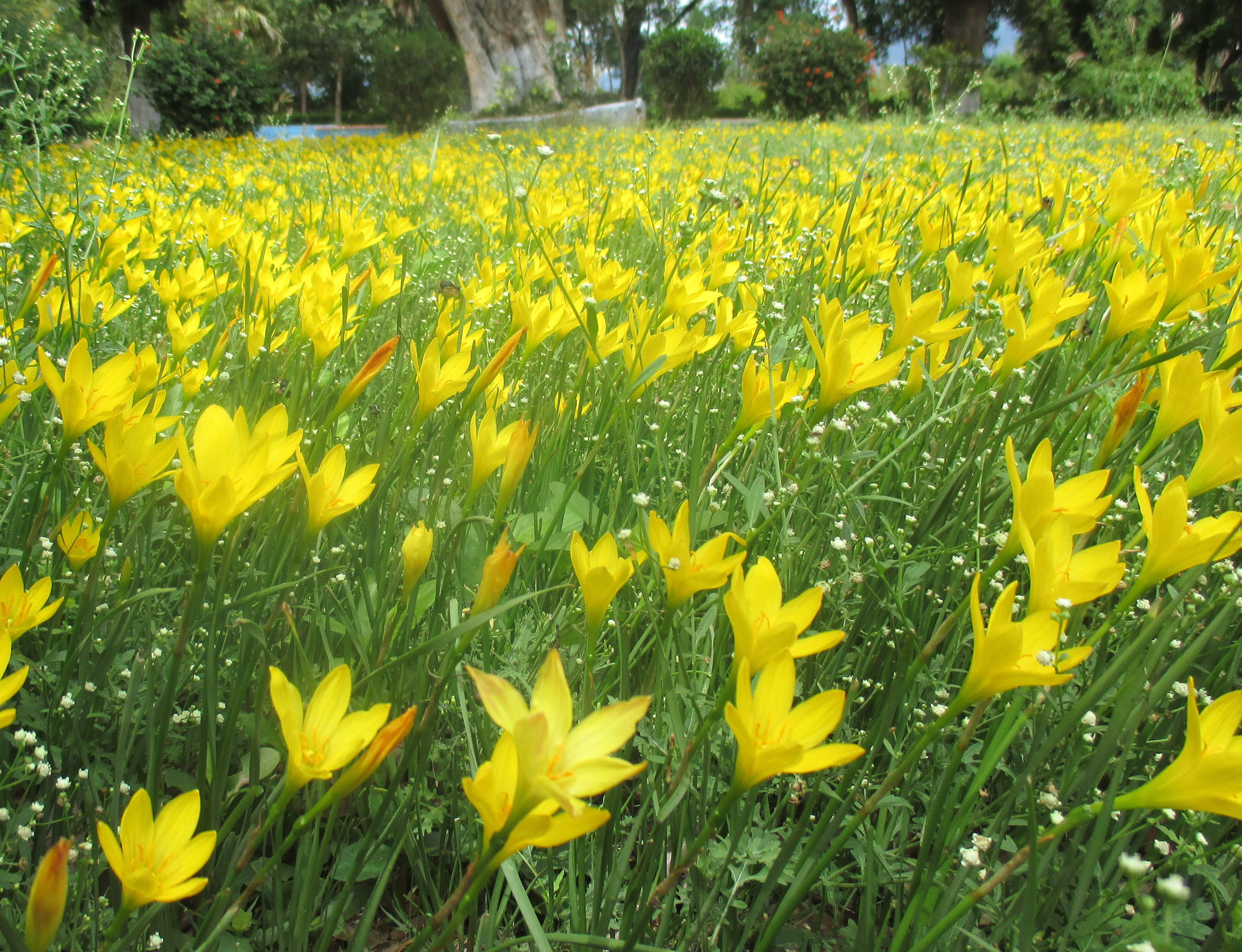
سوسن‌باران در باغ گیاه‌شناسی (TNAU)

اصلاح نژاد با این گونه‌ها دارای برخی مشکلات ذاتی است که توسط روی چودوری (۲۰۰۶) خلاصه شده است، از جمله شبه‌همسری و نامیختگی، تفاوت در تعداد کروموزوم‌ها و زمان‌های مختلف گلدهی. با وجود این معایب، کارهای اصلاح نژادی برای افزایش ارزش گیاهان به‌عنوان گیاهان زینتی انجام می‌شود. به‌دلیل ماهیت محدودیت‌های گیاه‌شناسی، برنامه‌های اصلاح نژاد اغلب با موانعی روبرو می‌شوند. تلاقی‌های متقابل ممکن است دشوار باشد زیرا والد نامیخته نمی‌تواند به‌عنوان والد ماده استفاده شود. با این حال، تلاقی‌های بین گونه‌ای به خوبی مستند شده‌اند. دورگه‌های سه‌گانه و چهارگانه (تلاقی ۳ یا ۴ گونه مجزا) تولید می‌شوند. چنین کارهایی نشان می‌دهد که دورگه‌های پیچیده باید امکان‌پذیر باشند. یک محدودیت باقی می‌ماند و آن این است که نهال‌ها هنوز ممکن است صفت نامیختگی را داشته باشند و برای تعیین این موضوع، داشتن فرزندان حاصل از یک تلاقی آزمایشی ضروری است.

## سمیت
بسیاری از قسمت‌های این گیاه از جمله برگ‌ها و پیازها سمی در نظر گرفته می‌شوند. این جنس از نظر خواص دارویی احتمالی مورد ارزیابی قرار گرفته است و ترکیبات بیوشیمیایی سمی آن به عنوان آلکالوئیدها طبقه‌بندی می‌شوند.

## کاربردها

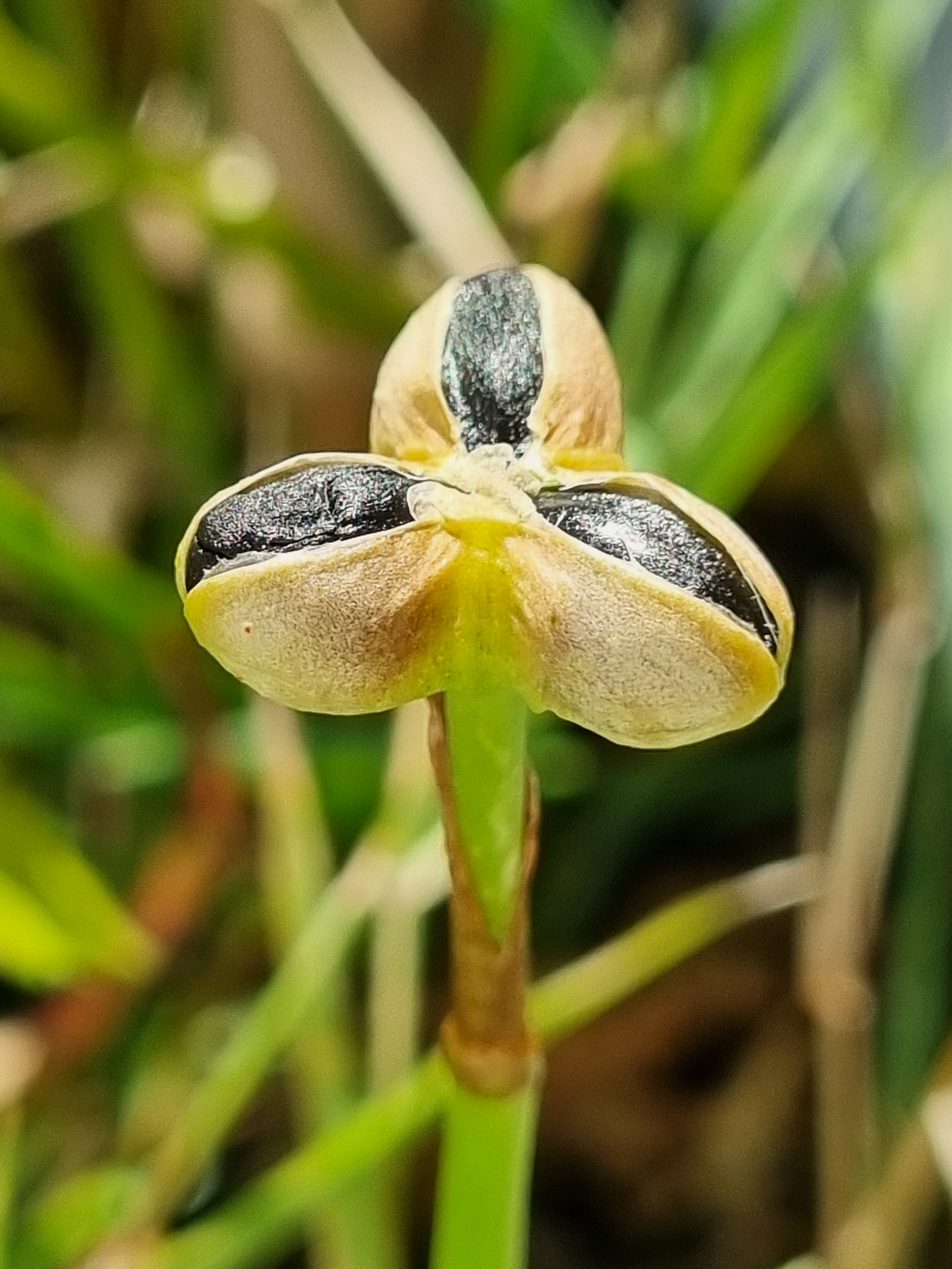
میوه کپسول سوسن‌باران سفید

بخش‌هایی از گیاه سوسن‌باران، مانند پیاز و برگ‌های آن، در طب سنتی استفاده می‌شوند. در پرو، از گیاه سوسن‌باران آند (Z. andina) (با نام مستعار سوسن‌باران پاروولا) برای تومورها استفاده می‌شد. در چین، از گیاه سوسن‌باران برای سرطان سینه و در آفریقا از برگ‌های گیاه سوسن‌باران برای دیابت شیرین استفاده می‌شد. این گیاه برای مشکلات ساده از سردرد، سرفه، سرماخوردگی و جوش گرفته تا بیماری‌های بسیار پیچیده مانند سرطان سینه، سل، روماتیسم و تومورها مورد استفاده قرار می‌گرفت.[۱]